# Политички редукционизам
Политички редукционизам је редукционизам у области политике. Испољава се у виду свођења сложених политичких појава или процеса на само неке од њихових кључних аспеката. При томе се важност одабраних аспеката истиче и наглашава, док се сви остали аспекти занемарују и проглашавају мање важнима, односно небитнима за суштинско разумевање или вредновање анализираних политичких појава, односно процеса. Један од најчешћих примера политичког редукционизма огледа се у свођењу национализма на шовинизам или у свођењу интернационализма и космополитизма на анационализам.

## Етноплолитички редукционизам
Етнополитички редукционизам је посебан облик редукционизма у области етнополитике. Испољава се у виду свођења сложених етнополитичких појава или односа на само неке од њихових кључних чинилаца. Један од најчешћих примера етнополитичког редукционизма огледа се у свођењу неког етничког корпуса на уже оквире, уз занемаривање оних делова који остају изван сужених оквира. Тако је Хрватска, прогласивши 1991. године независност у оквиру својих авнојевских граница, извршила чин етнополитичког редукционизма у односу на целину хрватског питања у тадашњој СФРЈ, што је довело до тешких последица по хрватски народ у суседној Босни и Херцеговини.

## Геоплолитички редукционизам
Геополитички редукционизам је посебан облик редукционизма у области геополитике. Испољава се у виду свођења геополитичких појава и односа на поједине кључне чиниоце. Један од најчешћих примера геополитичког редукционизма огледа се у свођењу неког геополитичког појма на уже оквире, уз занемаривање свих оних делова који остају изван сужених оквира. Тако се појам Европе у геополитичком смислу често редукује на Европску унију, услед чега се за европске државе које нису чланице Европске уније неретко каже да су изван Европе.